# ドナルド・L・フィリッパイ
ドナルド・L・フィリッパイ（Donald L. Philippi、1930年10月2日 - 1993年1月26日）は、日本語とアイヌ語の翻訳家、音楽家として著名な人物である。

## 経歴
ロサンゼルスで生まれたフィリッパイは、南カリフォルニア大学で学び、1957年にフルブライト奨学金を受けて國學院大学に留学した。日本で、文語とアイヌ語の専門家になった。アイヌ語・アイヌ文学は金田一京助・久保寺逸彦に師事している。後述の『Songs of Gods, Songs of Humans』の原文の多くは久保寺逸彦が提供したものである。
フィリッパイは、古事記と祝詞の翻訳で知られている。フィリッパイは1968年に東京大学から古事記の翻訳である『Kojiki』を出版しているが、これはバジル・ホール・チェンバレン（Basil Hall Chamberlain）以後の明治、大正、昭和の古事記研究者の研究成果をも踏まえて行われている。また、アメリカに帰国後、アイヌの叙事詩（ユカㇻ）などの翻訳である『Songs of Gods, Songs of Humans』を出版している。特に口承文芸の語り方に関する考察はアイヌ文学研究において必読のものである。そのほか、フィリッパイは著名な技術翻訳者としても活躍していた。
ペンネームのスラヴァ・ランコ（SlavaRanko）を使い、フィリッパイはアイヌの文学と文化に焦点を当てた小さな雑誌マラット（Maratto）を編集出版した。創刊号は1977年3月3日にサンフランシスコで発行されている。
音楽家としても活躍し、アメリカと日本で三味線と琵琶を学んだ。1970年代後半には、再びスラヴァ・ランコ（SlavaRanko）を名乗り、琵琶とシンセサイザーを組み合わせた音楽を演奏するなど、サンフランシスコの音楽シーンに馴染んでいった。1981年にはアルバム『Arctic Hysteria』を発表している。